# Afrotyphlops steinhausi
Afrotyphlops steinhausi — вид змій родини сліпунів (Typhlopidae). Мешкає в Центральній Африці.

## Поширення і екологія
Afrotyphlops steinhausi поширені від гір Обан в штаті Крос-Ривер на крайньому південному заході Нігерії на схід через Камерун, Республіку Конго і Демократичну Республіку Конго до Центральноафриканської Республіки. Вони живуть у вологих рівнинних і гірських тропічних лісах, на висоті до 1200 м над рівнем моря.